# Верба, Марк Михайлович
Марк Михайлович Верба (род. 2 февраля 1998, Москва или 28 февраля 1998, Москва) — российский хоккеист, нападающий.

## Карьера
Начал карьеру в 2015 году в составе клуба Молодёжной хоккейной лиги России U18.
Провёл 3 игры и перешёл в «Русские витязи», сыграл 14 игр и набрал 1 (1+0) очко.
В сезоне 2018/19 дебютировал в КХЛ 26 сентября 2018 года в матче с «Барысом», проведя на льду 23 секунды.
В 2019 году был признан лучшим игроком Кубка Вызова МХЛ и принял участие в Матче звёзд КХЛ.
С 2018 по 2021 год выступал в системе московского «Динамо».
9 июля 2021 года перешёл в «Адмирал». 8 сентября в матче против «Северстали» забил первую шайбу в КХЛ.
25 ноября 2022 года в обмен на Дмитрия Сидлярова перешёл в московский «Спартак».
27 октября 2023 года был обменян из «Спартака» в омский «Авангард». 30 января 2024 года продлил контракт с омичами на один сезон.

## Статистика
| Легенда | Легенда                    | Легенда | Легенда                   | Легенда | Легенда    |
| ------- | -------------------------- | ------- | ------------------------- | ------- | ---------- |
| И       | Количество проведённых игр | Штр     | Штрафное время            | +/−     | Плюс-минус |
| Г       | Голы                       | П       | Голевые передачи          | О       | Очки       |
| -       | Статистика неизвестна      | —       | Статистика не учитывалась |         |            |